# Aditi (Vorname)
Aditi ist ein indischer weiblicher Vorname.

## Herkunft und Bedeutung
Der Name leitet sich vom Namen der indischen Göttin Aditi ab und bedeutet „grenzenlos“, „vollständig“ oder „Freiheit“, „Sicherheit“.

## Namensträgerinnen
- Aditi Ajay Mutatkar (* 1987), indische Badmintonspielerin
- Aditi Lahiri (* 1952), indische Sprachwissenschaftlerin, Leibnizpreis 1999